# Мазо Арјол (Тренто)
Мазо Арјол је насеље у Италији у округу Тренто, региону Трентино-Јужни Тирол.
Према процени из 2011. у насељу је живело 64 становника. Насеље се налази на надморској висини од 668 м.